# Stazione di Casilli
La stazione di Casilli è una stazione della ferrovia Circumvesuviana, sita nel comune di San Giuseppe Vesuviano.
Si trova sulla ferrovia Napoli-Ottaviano-Sarno.

## Strutture e impianti
La stazione dispone di un fabbricato viaggiatori con sala di attesa e biglietteria, è munita di un solo binario dedicato al servizio sia in direzione Sarno sia in direzione Napoli Porta Nolana.

## Movimento
Il traffico passeggeri è più intenso nelle ore mattutine grazie ai numerosi lavoratori e ai numerosi pendolari.

## Servizi
La stazione dispone di:
- Servizi igienici